# Apm

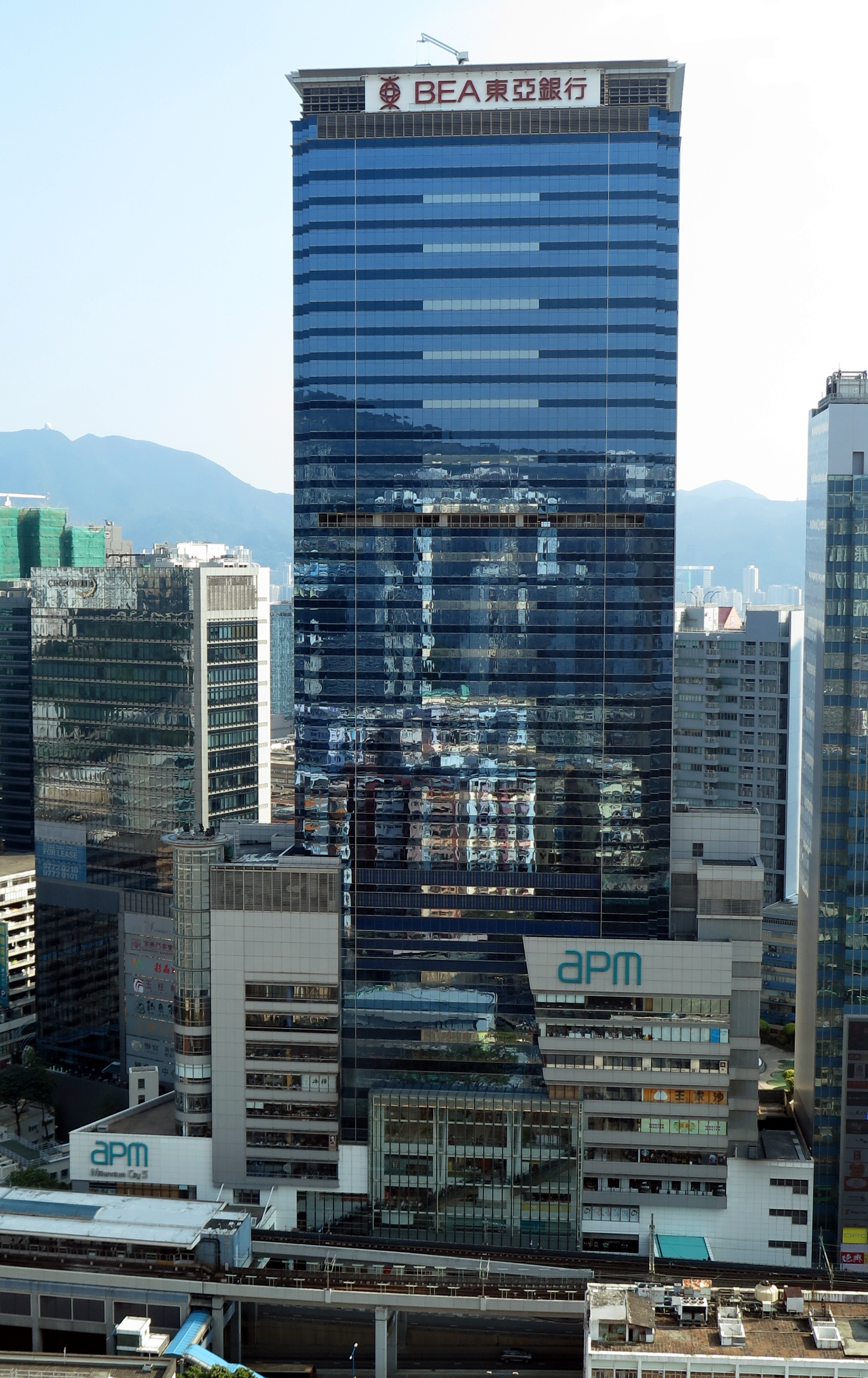
Budynek apm

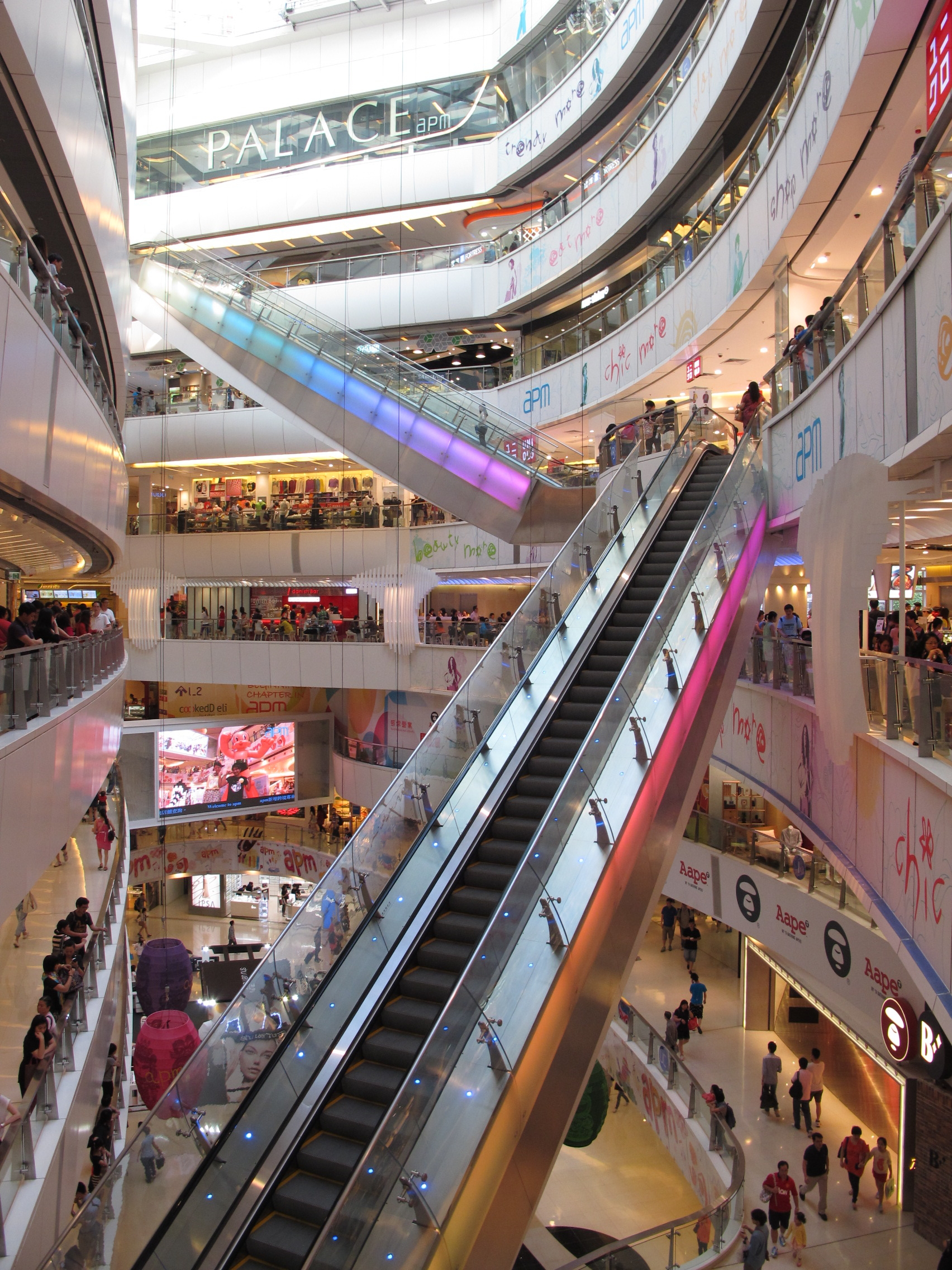
Ruchome schody

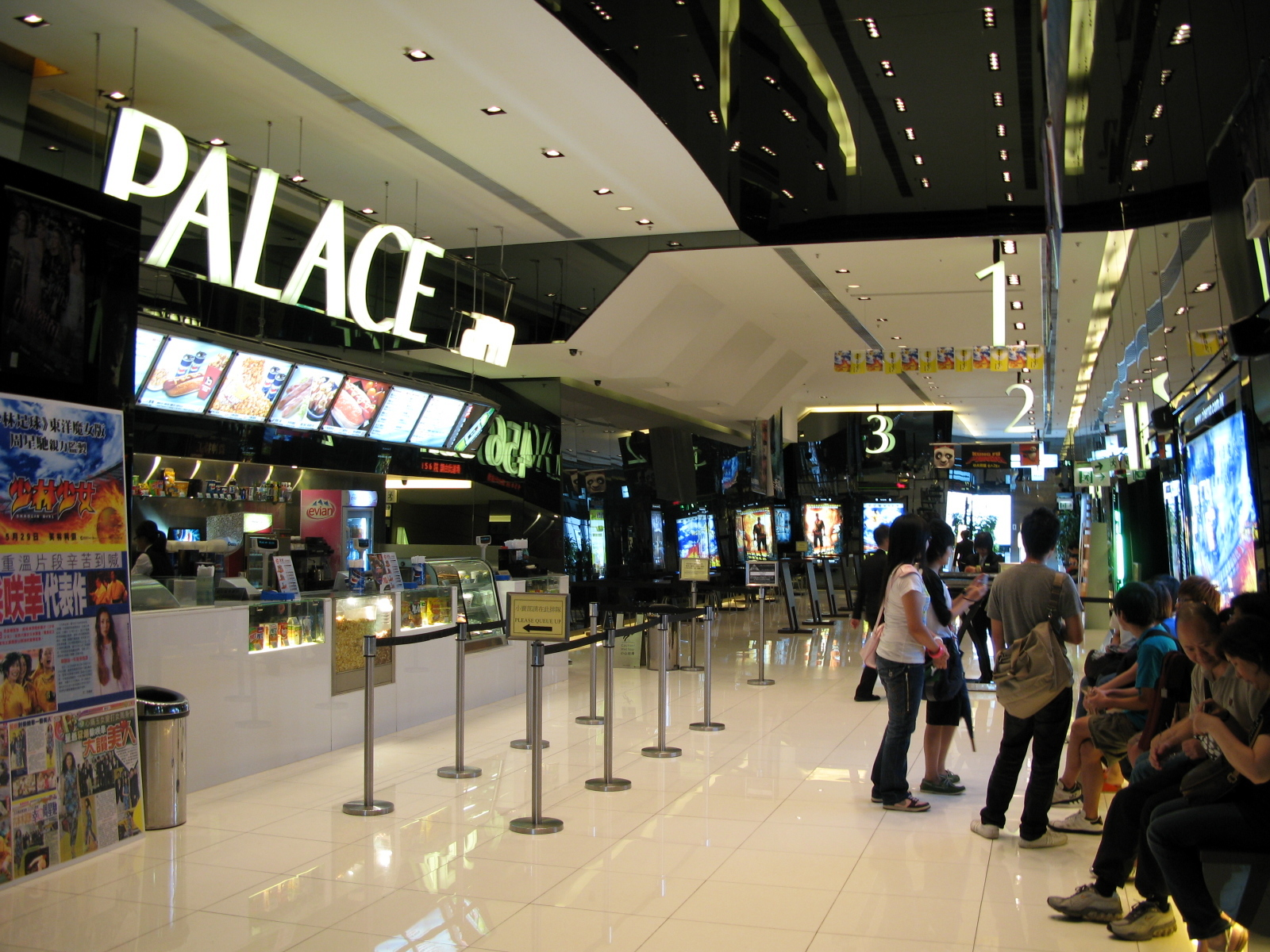
Wejście do PALACE apm

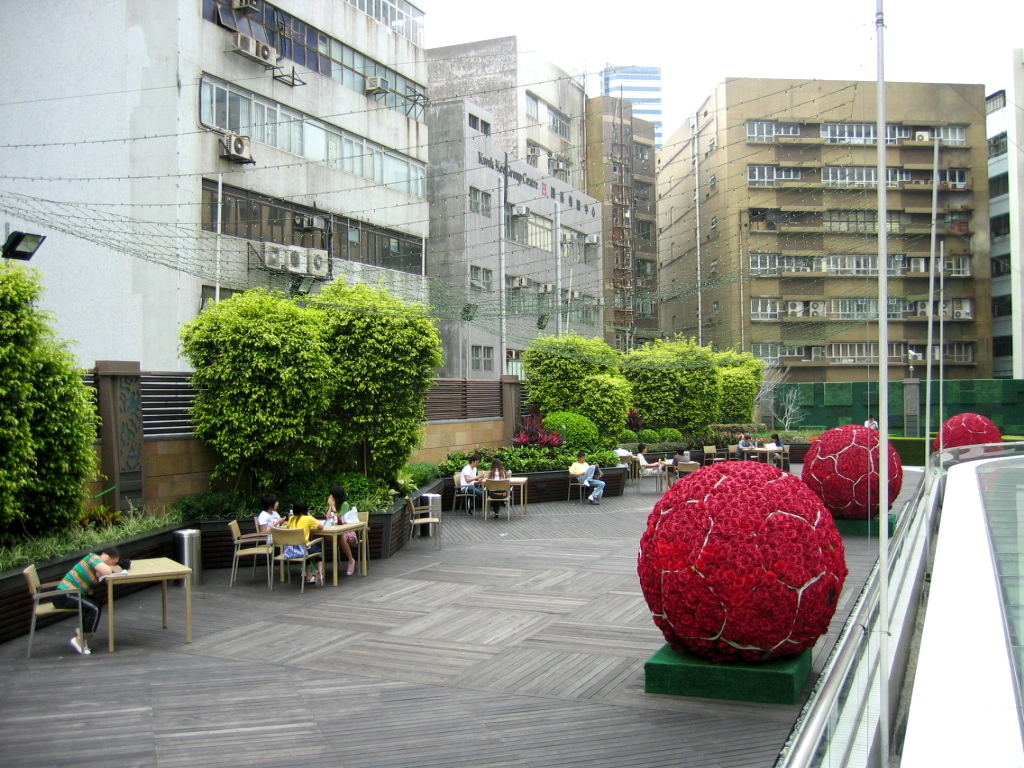
t-park

apm – centrum handlowe w Kwun Tong w Hongkongu, zostało otwarte w kwietniu 2005 roku. Znajduje się na terenie Millennium City 5, nieruchomości komercyjnej zrealizowanej przez Sun Hung Kai Properties. apm znajduje się obok stacji Kwun Tong.

## Budowa
apm jest przykładem „pionowego centrum handlowego”. Ma powierzchnię użytkową około 630 000 stóp kwadratowych (59 000 m²), na którą składa się płyta podłogowa o powierzchni około 50 000 stóp kwadratowych (5 000 m²). Posiada ekspresowe schody ruchome które znajdują się pośrodku centrum handlowego.

## Sklepy
Najbardziej znane sklepy to:
PALACE apm.
CookingDeli, międzynarodowy lokal gastronomiczny należący do c!ty'super.
Muji
Uniqlo
H&M
Apple Inc.

## Transport
MTR:
Linia Kwun Tong: stacja Kwun Tong
Autobus:
Lekki autobus publiczny,
Publiczny lekki autobus Kowloon,
Publiczny lekki autobus New Territories.
24-godzinny ekspres transgraniczny:
Linia Kwun Tong - stacja kolei MTR Lam Tin ↔ Shenzhen Huanggang